# Вестворт (Техас)
Вестворт (англ. Westworth Village) — місто (англ. city) в США, в окрузі Таррант штату Техас. Населення — 2585 осіб (2020).

## Географія
Вестворт розташований за координатами 32°45′35″ пн. ш. 97°25′25″ зх. д. / 32.75972° пн. ш. 97.42361° зх. д. (32.759801, -97.423660).  За даними Бюро перепису населення США в 2010 році місто мало площу 5,41 км², з яких 5,38 км² — суходіл та 0,03 км² — водойми.

## Демографія
Згідно з переписом 2010 року, у місті мешкали 2472 особи в 1044 домогосподарствах у складі 602 родин. Густота населення становила 457 осіб/км².  Було 1142 помешкання (211/км²).
Расовий склад населення:
| - 81,4 % — білих - 5,7 % — чорних або афроамериканців - 1,3 % — азіатів - 0,6 % — корінних американців - 7,6 % — осіб інших рас |

До двох чи більше рас належало 3,2 %. Частка іспаномовних становила 26,1 % від усіх жителів.
За віковим діапазоном населення розподілялося таким чином: 24,0 % — особи молодші 18 років, 64,6 % — особи у віці 18—64 років, 11,4 % — особи у віці 65 років та старші. Медіана віку мешканця становила 33,6 року. На 100 осіб жіночої статі у місті припадало 100,6 чоловіків;  на 100 жінок у віці від 18 років та старших — 98,6 чоловіків також старших 18 років.
Середній дохід на одне домашнє господарство  становив 82 144 долари США (медіана — 53 250), а середній дохід на одну сім'ю — 106 856 доларів (медіана — 63 897). За межею бідності перебувало 9,8 % осіб, у тому числі 9,5 % дітей у віці до 18 років та 7,9 % осіб у віці 65 років та старших.
Цивільне працевлаштоване населення становило 1155 осіб. Основні галузі зайнятості: освіта, охорона здоров'я та соціальна допомога — 15,0 %, виробництво — 14,1 %, науковці, спеціалісти, менеджери — 12,1 %, роздрібна торгівля — 11,3 %.